# Host do domu (časopis)
Host do domu byl moravský časopis pro literaturu, umění a kritiku. Vycházel v Brně v letech 1954–1970. Název dostal podle stejnojmenné sbírky básní Jiřího Wolkera. Do časopisu přispívali mj. Oldřich Mikulášek, Jan Skácel, Jaromír Dvořák nebo Milan Uhde.
Na jeho tradici navázal v 90. letech 20. století časopis Host.